# Таган

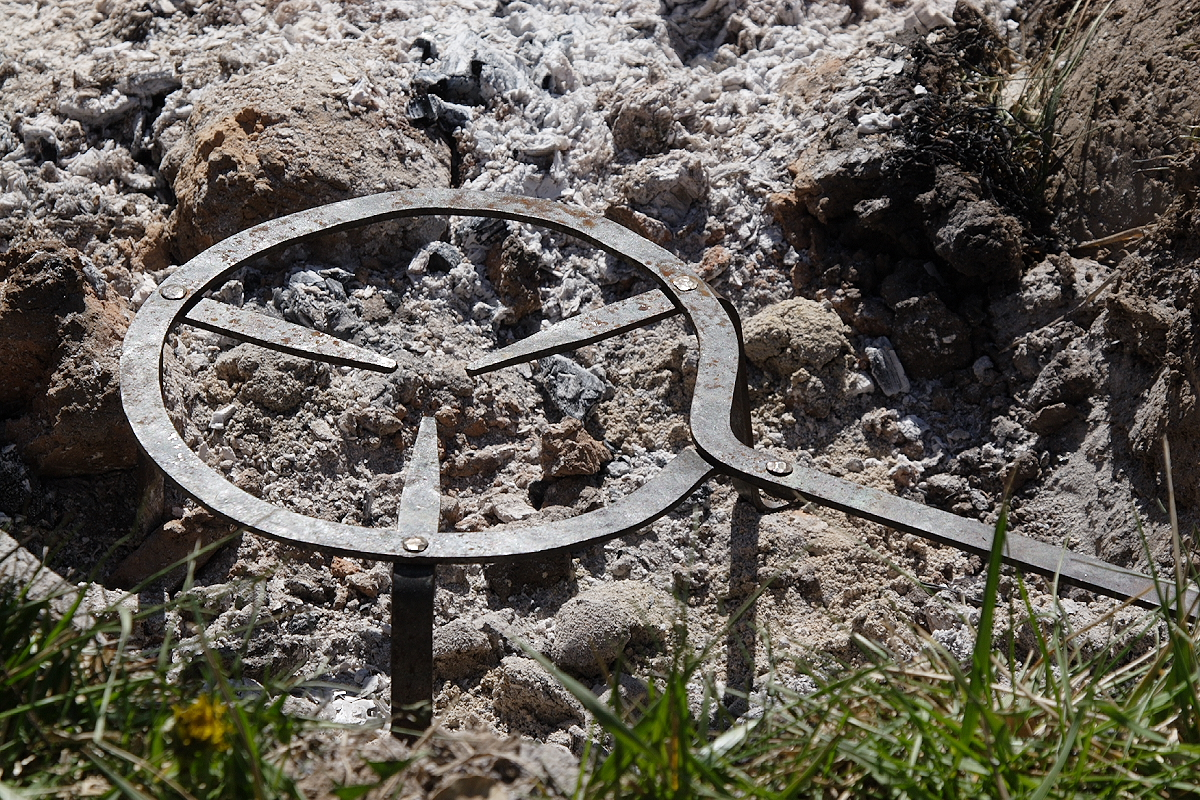
Круглий таган

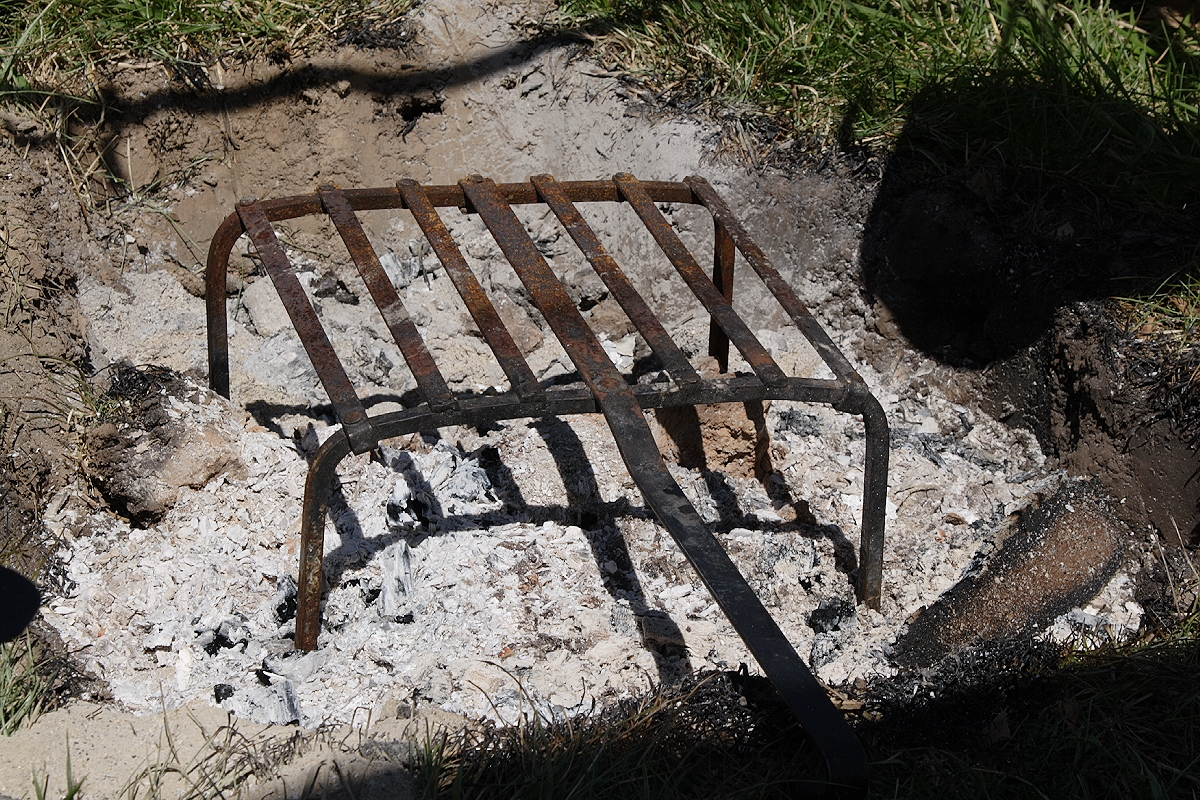
Прямокутний таган

Тага́н, тагано́к, тага́нчик, тагане́ць — пристрій для готування їжі на багатті. Первісно — залізний обруч на трьох ніжках, на який встановлювався казан. Тагани можуть мати також іншу форму: у вигляді прямокутної рами на ніжках, схрещених скоб (схожий з тапчаном) та ін. На таганах можна як встановлювати посуд над вогнем, так і класти на нього рожни, готуючи печеню. Сучасні тагани часто роблять складаними.
Також таганом часто зовуть триніжок, на якому підвішують казан над вогнем.

## Походження слова
Походить від тат. таган («станина», «таган»), спорідненого з кримськотат. і тур. tygan («жаровня»). У тюркських мовах це слово вважається запозиченням з грецької, від грец. τηγάνι(ον), тігані(он), яке походить від давньогрецької форми τήγανον, теганон і значить буквально — «сковорода», «тигель».

## Інше
«Таганами» («таганками») також називають пристрої у вигляді металевих скоб, ґраток на побутових нагрівальних приладах (керосинках, керогазах, примусах), призначених для установлення на них посуду. Також «таганком» туристи зовуть підставку для горіння сухого пального, що виготовляється з бляхи.

## У топономії
- Станція «Таганська» — станція Московського метрополітену, розташована біля Таганської площі, назва якої походить від слова «таган» (знаходиться на місці колишніх Таганських воріт і Таганної слободи).